# Psittacara
Psittacara is een geslacht van vogels uit de familie van de Psittacidae (papegaaien van Afrika en de Nieuwe Wereld). De wetenschappelijke naam van het geslacht is voor het eerst geldig gepubliceerd in 1825 door Vigors.

## Soorten
De volgende soorten zijn bij het geslacht ingedeeld:
- Psittacara brevipes (Lawrence, 1871) – Socorroaratinga
- Psittacara chloropterus Souancé, 1856 – Hispaniola-aratinga
- Psittacara erythrogenys Lesson, 1844 – Ecuadoraratinga
- Psittacara euops (Wagler, 1832) – Cubaanse aratinga
- Psittacara finschi (Salvin, 1871) – Finsch' aratinga
- Psittacara frontatus (Cabanis, 1846) – Cordillera-aratinga
- Psittacara holochlorus (Sclater, PL, 1859) – Groene aratinga
- Psittacara leucophthalmus (Statius Müller, 1776) – Witoogaratinga
- Psittacara mitratus (Tschudi, 1844) – Roodmaskeraratinga
- Psittacara strenuus (Ridgway, 1915) – Pacifische aratinga
- Psittacara wagleri (Gray, GR, 1845) – Waglers aratinga

### Uitgestorven
- † Psittacara maugei Souancé, 1856  – Puertoricaanse aratinga